# 威海北站
威海北站，位于中华人民共和国山东省威海市环翠区，是青荣城际铁路上的高铁站，于2014年12月28日启用营运，济南铁路局管辖。是威海市的门户枢纽。

## 車站構造
建筑设计以体现海滨文化为主线，以现代风格体现威海市港口城市的基调。

## 車站周邊
- 威海北站长途客运站
- 威海火炬高技术产业开发区
- 威海火炬高技术产业开发区站前旅馆

## 歷史
- 2014年12月28日，随着青荣城际铁路通车启用。[6]

## 外部連結
- 中国铁路客户服务中心（页面存档备份，存于）